# Crocidolomia pavonana
Crocidolomia pavonana (tên tiếng Anh: Cabbage Cluster Caterpillar) là một loài bướm đêm thuộc họ Crambidae. Nó được tìm thấy ở Nam Phi qua Ấn Độ tới [[Thái Bình Dương, bao gồm Úc, Quần đảo Cook, Guam, Java và Réunion.
Sải cánh dài khoảng 30 mm.
Ấu trùng ăn Brassicaceae và được xem là sâu gây hại nông nghiệp.